# تيريزا مورغان
تيريزا مورغان (بالإنجليزية: Teresa Morgan)‏ (مواليد 30 مايو 1968 - ) هي باحثة في تاريخ العصور الكلاسيكية بريطانية، ولدت في القرن العشرين.

## حياتها الشخصية
حملها شغفها وهي مابين التاسعة أو العاشرة من عمرها إلى اكتشاف إلياذة هوميروس وجمهورية أفلاطون. فقفزت على فرصة تعلم اللاتينية واليونانية في المدرسة حيث سرعان ما كانت تقرأ النسخ الأصلية من أعمال هوراس وشيشرون ويوريبيدس وأفلاطون.